# هایلایت (گروه موسیقی)
هایلایت (کره‌ای: 하이라이트؛ انگلیسی: Highlight) گروه پسرانه اهل کره جنوبی است که قبلاً با نام بیست (کره‌ای: 비스트؛ انگلیسی: Beast) شناخته می‌شد. این گروه متشکل از چهار عضو است: یون دو جون، یانگ یو سوب، لی گی کوانگ و سون دونگ وون. این گروه در ابتدا شش نفره بود که جانگ هیون سونگ در آوریل ۲۰۱۶ و یونگ جون هیونگ در مارس ۲۰۱۹ گروه را ترک کردند. در اواخر سال ۲۰۱۶، اعضای گروه کمپانی کیوب انترتینمنت را ترک کردند و به کمپانی اراوند یواس رفتند و سپس در سال ۲۰۱۷ نام گروه را به هایلایت تغییر دادند.